# Wolfgang Eckert (Politiker)
Wolfgang Eckert (* 7. September 1912 in Berlin; † 23. September 1994 ebenda) war ein deutscher Politiker (SPD).
Wolfgang Eckert war ein Sohn des Maschinenschlossers und Gewerkschaftsfunktionärs Paul Eckert (1883–1964). Er besuchte ein Gymnasium und legte 1931 das Abitur ab. Bereits 1928 trat er der Sozialistischen Arbeiter-Jugend (SAJ) und 1931 der SPD bei. Er machte eine Verwaltungslehre und wurde Anwärter für den Gehobenen Dienst im Bezirksamt Wedding. Nach der „Machtergreifung“ der Nationalsozialisten wurde er 1933 aus politischen Gründen entlassen und wurde kaufmännischer Angestellter bei der japanischen Handelsgesellschaft in Berlin. 1941 wurde Eckert von der Wehrmacht eingezogen und geriet anschließend in sowjetische Kriegsgefangenschaft.
Nach dem Zweiten Weltkrieg wurde Eckert 1947 kaufmännischer Angestellter und arbeitete ab 1951 als Angestellter bei der Lohnausgleichskasse Berlin. 1956 wurde er im Zuge der Wiedergutmachung als Beamter anerkannt und wurde Leiter des Wohnungsamts im Bezirksamt Wedding. Da Alfred Keil gestorben war, rückte Eckert im April 1967 in das Abgeordnetenhaus von Berlin nach, dem er bis zum März 1971 angehörte. Später wurde er Leiter des Heimatmuseums Wedding.